# Ривароло (Парма)
Ривароло је насеље у Италији у округу Парма, региону Емилија-Ромања.
Према процени из 2011. у насељу је живело 882 становника. Насеље се налази на надморској висини од 36 м.